# Mitología de Mesopotamia

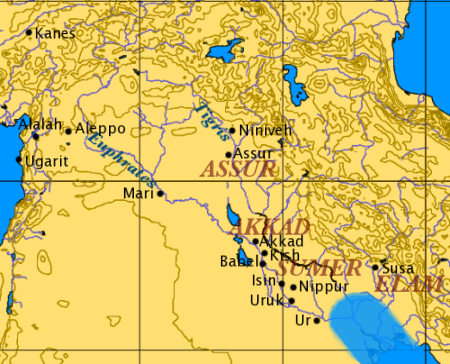
Mapa de la Antigua Mesopotamia

Los términos de mitología mesopotámica y mitología de Mesopotamia se usan como nombre colectivo para las mitologías de las civilizaciones mesopotámicas anteriores a la civilización persa: Sumeria, Acadia, Asiria y babilónica.
Los sumerios practicaron una religión sincretista con multitud de dioses, demonios y espíritus que representaban fuerzas naturales o presencias en el mundo, tal y como lo haría más adelante la civilización griega. En sus creencias establecen que los dioses originalmente crearon a los seres humanos para que estos se convirtieran en sus sirvientes.
Muchas historias en la religión sumeria son el precedente de historias similares en religiones del Medio Oriente. Por ejemplo, el relato bíblico de la creación del hombre, así como la narrativa del diluvio universal y el arca de Noé. Los dioses sumerios poseen aspectos similares en las religiones acadias, cananeas y de otras culturas de Oriente Próximo. Algunas de las historias y deidades también tienen sus paralelos griegos; por ejemplo, el descenso de Inanna al inframundo (Irkalla) se asemeja a la historia de Perséfone.

## Cosmología

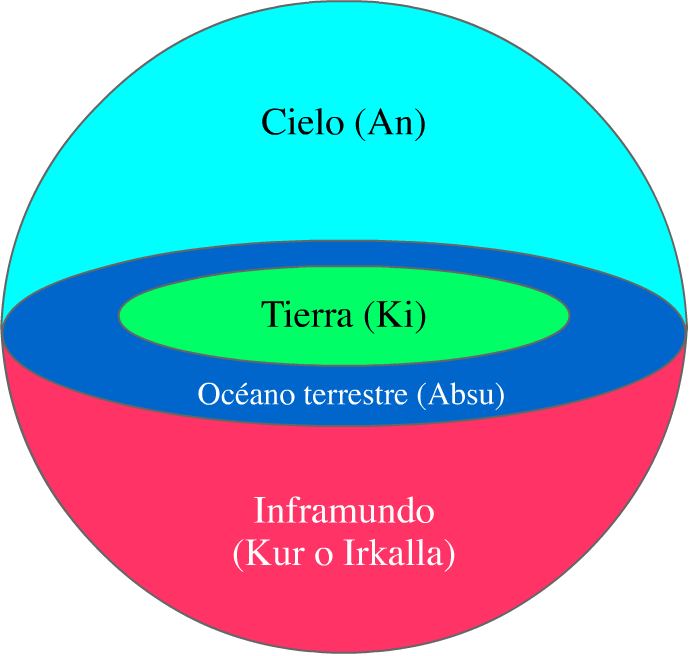
Cosmología sumeria

El universo apareció por primera vez cuando Tiamat y Apsu, elementos acuosos, concibieron a los primeros dioses Anshar y Kishar, de cuya descendencia provienen el resto de los dioses sumerios.
La unión de Anu (An) y Ki produjo a Enlil, el señor del viento, quien finalmente se convirtió en el líder de los dioses. Después, Enlil fue desterrado de Dilmun (el hogar de los dioses) debido a la violación de Ninlil, de la que tuvo un hijo, Sin (dios de la Luna), también conocido como Nannar.
Sin y Ningal dieron a luz a Inanna (diosa del amor y de la guerra) y a Utu o Šamaš (dios del Sol). Durante el destierro, Enlil engendró tres deidades del inframundo junto con Ninlil, y el más notable de ellos fue Nergal.
Nammu dio a luz al dios Enki, rey del Abzu, abismo acuático. Enki también controlaba los ME, los principios sagrados que gobernaban las cosas básicas tales como la física y las cosas complejas tales como el orden y leyes sociales.

## Divinidades sumerias y semitas
Dentro de la mitología mesopotámica no puede hacerse una división clara entre las divinidades sumerias y las semitas. Existen al menos cuatro cosmogonías: la de Eridú, la de Shurupak, la de Nipur y la de Uruk.
En el lenguaje sumerio, "Nin" significa indistintamente "señora o señor" y "En", ‘señor, dueño, patriarca’. Por otra parte, ki es ‘tierra’ y lil es ‘aire’.

## Mitos sumerios
Los mitos sumerios son explicaciones sencillas y de fácil comprensión destinadas a la gente sin mucho conocimiento acerca de la antigua Sumeria y están narrados en textos acadios como el Enuma Elish y el Atrahasis. Tratan cuestiones teológicas, políticas o filosóficas y reflejan aspiraciones e ilusiones expresadas en forma de novelas y poemas.
La característica general de los mitos es la de situar el personaje, generalmente un hombre, en su entorno habitual, pero sometido a las fuerzas de la naturaleza, la política o la economía. Estas fuerzas pesan sobre su destino, que está marcado por los dioses. Del mito se saca una reflexión, un consejo.
Los mitos sumerios pueden considerarse como parábolas y se dividen en varios temas:
- Acerca de los orígenes: de la tierra, de las cosas.
- Acerca de la organización: fundación de ciudades, orden en el mundo, grupos sociales.
- Acerca del contacto de los dioses con los hombres: por ejemplo, los Siete Malvados y los Siete Sabios.
- El héroe. Aparecen epopeyas, de género épico. El héroe obtiene experiencia y conocimientos a partir de sus viajes.
- El más allá (por ejemplo, el mito de Inanna o el descenso a los infiernos).
- Acerca de la vida de los dioses.

## Dioses, demonios, héroes y otros personajes mitológicos
- Adapa: primer rey.
- Anat: diosa de la fertilidad y la guerra.
- Anshar: padre del cielo.
- Anu: el dios del cielo más elevado.
- Antu: diosa creadora.
- Apsu: el gobernante de los dioses y de los océanos subterráneos.
- Assur (mitología): dios nacional de los asirios.
- Atrahasis: protagonista del poema épico del mismo nombre.
- Baal: deidad superior a todas las demás y principal dios de los Caldeo-Asirios.
- Damkina: diosa de la madre tierra.
- Dumuzi: dios de la vegetación.
- Ea: dios de la sabiduría.
- Emesh: dios de la vegetación.
- Enbilulu: dios a cargo del Éufrates y el Tigris.
- Enmesarraa: dios de las leyes.
- Endursaga: dios heráldico sumerio.
- Enkimdu: dios de los ríos y canales.
- Enlil: dios del clima y las tormentas.
- Enten: dios agricultor.
- Enurta: dios de la guerra.
- Ereškigal: diosa del inframundo.
- Erra: dios de la guerra, disturbios y revueltas.
- Gilgameš: héroe de la gran epopeya de Gilgameš posterior al diluvio.
- Geshtu-E: dios menor de la inteligencia.
- Gugalanna: consorte de Ereshkigal.
- Gula: diosa de la sanación.
- Hadad: dios del clima.
- Huwawa: guardián del bosque de cedros de los corazones.
- Inanna: diosa del amor y la guerra, protectora de Uruk.
- Ištar: diosa del amor.
- Isimud: dios mensajero.
- Iskur: dios de las tormentas y las lluvias.
- Kabta: dios responsables de los picos, palas y moldes de ladrillos.
- Kingu: marido de Tiamat.
- Kishar: padre de la tierra.
- Lahar: diosa del ganado.
- Marduk: dios nacional de los babilonios y dios de la justicia.
- Mummu: dios de las neblinas.
- Mushdamma: dios puesto a cargo de los edificios y las casas.
- Mušḫuššu: animal mitológico.
- Nabu: dios de las artes de escribir.
- Namtar: dios sirviente en el inframundo.
- Nannar: dios de la Luna.
- Nanse: diosa de la justicia.
- Nergal: dios del inframundo.
- Nidaba: diosa de la fertilidad y la escritura.
- Ninazu: dios secundario del inframundo.
- Ningal: diosa de las cañas.
- Ningikuga: diosa de las cañas.
- Ningizzida: dios del árbol bueno.
- Ninhursag: diosa arquetipo de madre tierra.
- Ninkasi: diosa de la elaboración de la cerveza y el acohol.
- Ninkurra: diosa madre menor.
- Ninlil: diosa del aire.
- Ninmah: diosa creadora.
- Ninsar: diosa de las plantas.
- Ninsikil: diosa patrona del paraíso mítico de Dilmun.
- Ninsubur: diosa o dios mensajero.
- Ninsuna: diosa de las vacas.
- Nintu: deidad madre.
- Ninurta: dios de Nippur.
- Nunbarsegunu: diosa madre.
- Nusku: dios de la luz y el fuego.
- Oannes: personaje mitad hombre mitad pez.
- Pasittu: demonio que arrebata bebés.
- Šamaš: dios del Sol y de la justicia.
- Sin: dios de la Luna (otro nombre de Nannar).
- Tasmetu: diosa consorte de Nabu.
- Tiamat: diosa dragón.
- Tišpak: dios de Ešnunna.
- Uras: diosa ctónica (véase ctónico).
- Utnapishtim: protagonista del diluvio.
- Utu: dios del Sol.
- Uttu: diosa de los tejidos y la ropa.
- Utukki: demonios del inframundo.
- Zarpanitu: diosa del nacimiento.
- Ziusudra: protagonista del diluvio.
- Anu: dios del cielo.
- Enlil: dios de las aguas.
- Enki: dios de la sabiduría.
- Sin: dios de la Luna.
- Ishtar: diosa babilónica del amor y la belleza.
- Shamash: dios del Sol.